# Ducula david
Ducula david (пінон волліський) — вимерлий вид голубоподібних птахів родини голубових (Columbidae). Мешкав на Воллісі і Футуні, а також на островах Тонги. 

## Відкриття
Волліський пінон був описаний у 1987 році за викопними рештками, зннайденими в смітниковому насипі на острові Увеа в групі островів Волліс. Пізніше рештки цього виду були знайдені також на островах Еуа, Фоа і Ліфука в Тонзі. Відкриття цього, а також деяких інших вимерлих видів, дозволило науковцям з'ясувати причину дивної прогалини в ареалі поширенні пінонів, які відсутні на островах між Новою Каледонією і Маркізькими островами.

## Опис
Волліський пінон був більшим за усіх нині живих представників його роду і був близький за розмірами до інших вимерлих пінонів: Ducula lakeba і  Ducula harrisoni. Однак, на відміну від них, лапи у волліського пінона були відносно короткі, як у інших пінонів.

## Вимирання
Імовірно, волліські пінони вимерли у перші століття нашої ери, внаслідок полювання на них. 